# 涡扇-13
涡扇-13（正式編號FWS-13），代號「泰山」（曾命名為「天山」），是一款由中国航发贵州黎阳航空发动机有限公司（2016年前隸屬贵州航空工业集团）研製的中等推力軍用渦輪風扇航空發動機，主要用於配備FC-1梟龍戰機及殲-31隱形戰機，其設計基礎源自俄羅斯RD-33，並經中國改進優化。
該發動機於2010年代初完成初步研製，首階段型號WS-13最大推力約8.5噸，後續改進型WS-13E通過增推設計（如三級風扇結構、提高渦輪前溫度等）使單台最大推力提升至10噸級，推重比達9，性能接近歐洲EJ200。2016年中國航空工業集團確認涡扇-13E進入密集測試階段，並於2021年完成生產線驗收，開始批量生產。除軍用型外，衍生型涡扇-13A（CJ-500A）改為高涵道比設計，計劃用於ARJ21支線客機以替代進口發動機。
涡扇-13系列發動機的研製標誌中國在中推渦扇領域逐步擺脫對俄製RD-33的依賴，其改進型不僅解決了早期RD-93的出口限制問題（如巴基斯坦「梟龍」戰機的國際銷售障礙），亦為FC-31隱形戰機提供過渡動力，直至新一代渦扇-19投入使用。

## 沿革
该发动机是在俄国RD-33发动机的基础上进行改进得到的低涵道比（旁通風扇與渦輪軸心的比值）发动机，未來主要用于取代FC-1（JF-17）战斗机所使用的俄羅斯發動機。其計畫的改型WS-13A（又名CJ-500A，由中國航發商用發動機部門，在客戶增長到一定數目時才開發）則是一款高涵道比的涡扇发动机，預計主要用于装备ARJ21客机等。另一款改型則用於FC-31（J-35）隱身戰機，渦扇13引擎總長4.14 公尺、最大外直徑1.02公尺，單具重量1135公斤，最大推力86.37千牛頓(kN)，也就是19,416.74 磅力(lb)、8,807公斤力(kgf)，2021年中國航空工業集團旗下航空動力部門表示生產線已通過驗收，準備生產。

## 型號
- WS-13
- WS-13A
- WS-13E
- WS-21

## 使用机型
- FC-1（JF-17）
- J-35（FC-31）
- 沈飞六代机

#### 相似引擎
- RD-33
- F404
- Snecma M88（英语：Snecma M88）

## 引用
1. ↑  . 中国西北工业大学. （原始内容存档于2016-04-19）.
2. ↑  .   [2021-09-29]. （原始内容存档于2021-11-03）.

## 外部連結
- WS13 / RD-33 / RD-93 engine （页面存档备份，存于）